# Wonsando
Wonsando är en ö i Sydkorea.   Den ligger i provinsen Södra Chungcheong, i den västra delen av landet, 140 km söder om huvudstaden Seoul. Arean är 9,2 kvadratkilometer.
Terrängen på Wonsando är platt. Öns högsta punkt är 107 meter över havet. Den sträcker sig 3,5 kilometer i nord-sydlig riktning, och 7,0 kilometer i öst-västlig riktning.